# If You Love Me (Let Me Know)
If You Love Me (Let Me Know) – piosenka z 1974 roku napisana przez Johna Rostilla, którą nagrała Olivia Newton-John. W 1974 roku utwór, w jej wykonaniu, wydano na singlu.
Był to drugi przebój Newton-John, który osiągnął pierwszą 10 w Stanach Zjednoczonych; na liście przebojów Hot 100 zajął 5. miejsce. W zestawieniu piosenek country singiel dotarł do 2. miejsca. W czerwcu 1974 roku amerykańska organizacja fonograficzna RIAA przyznała singlowi certyfikat złotej płyty.
W nagrywaniu piosenki wziął udział Navin Harris.

## Wersje innych wykonawców
- 1976: Kitty Wells
- Elvis Presley wykonywał tę piosenkę podczas większości swoich koncertach między 19 sierpnia 1974 a 26 czerwca 1977 roku